# Sphaeroniscus senex
Sphaeroniscus senex är en kräftdjursart som först beskrevs av Gustav Budde-Lund 1893.  Sphaeroniscus senex ingår i släktet Sphaeroniscus och familjen Scleropactidae. Inga underarter finns listade i Catalogue of Life.